# 上北勢
上北勢，是臺灣新竹縣湖口鄉的一個傳統地域名稱，位於該鄉中部偏東北。相較於今日行政區，其範圍大致包括中勢村、中正村不含溪南部分的西北角、仁勢村東南端。
台鐵湖口車站位於本地區西鄰下北勢的東北部，以車站為中心的「新湖口」聚落範圍跨及本地區西北部，為全鄉政治中心（鄉公所位於上北勢境內）及經濟中心。

## 歷史
台灣清治末期至日治初期，上北勢地區為一街庄，稱為「上北勢庄」，隸屬於竹北二堡。該庄東北與上四湖庄為鄰，東及東南與長崗嶺庄、大湖口庄為鄰，西南邊、西邊及西北邊為下北勢庄。
1901年（日治明治三十四年）11月，全台廢縣廳改設二十廳，該庄隸屬於新竹廳。1909年（明治四十二年）10月，合併二十廳為十二廳，該庄隸屬不變。1920年（大正九年），廢十二廳改設五州二廳，該庄改制為「上北勢」大字，隸屬於新竹州新竹郡湖口庄，大字下有「上北勢」、「中北勢」、「吳厝」小字名。
戰後湖口庄改制為湖口鄉，隸屬於新竹縣，大字亦改制為村。1950年桃、竹、苗分治，湖口鄉隸屬不變。

## 聚落
本地區發展較早的聚落為吳厝（吳屋）、上北勢、中北勢等，在日治期初期的官方地圖上已有記載。1929年，縱貫線鐵路楊梅、竹北間路段北移，新設湖口車站於本地區西鄰下北勢東北部。車站附近地區逐漸形成聚落，其後又擴大到本地區西北部，一般稱為「新湖口」，而位於省道台1線旁古稱大湖口的聚落則改稱「老湖口」（舊湖口）。除此之外，本地區尚有信昌、王爺壟等聚落。

## 交通
台鐵縱貫線是台灣西部縱向鐵路幹線，大致以東北—西南走向轉北北東—南南西走向經過上北勢地區西北部邊界外不遠處，並設有湖口車站。該站屬三等站，停靠部份自強號、莒光號列車及全部區間快車、區間車，乘客藉此可前往台鐵沿線各站。
縣道117號（中正路一段～二段）是新豐埔和至香山內湖的道路，大致以西北—東南走向轉北北西—南南東走向經過本地區中部偏西地帶，向西北轉東北再轉北北西可前往德盛東部、福興、後湖並止於省道台15線路口，向南南東可前往老湖口、番子湖、六家、埔頂、新竹市區等地。
鄉道竹10線（民生街）是新湖口至四湖橋的道路，也是新湖口往東北東方向的聯外道路，其東側端點位於本地區極北點縣市界上的四湖橋。由此向西南西沿本地區西北部邊界地帶而行，其後轉向西進入下北勢，再轉向西南並止於新湖口聚落東北側鄉道竹8線路口。四湖橋亦為桃園市區道桃13線的西側端點，沿該區向東北東轉向東可前往四湖、三湖、頭湖、楊梅並止於省道台1線路口。
鄉道竹8線（達生路、中平路一段）是新湖口至長安的道路，也是新湖口往東南東方向的聯外道路，大致以西北西—東南東方向經過本地區，向西北西可止於新湖口聚落北側的縣道117號路口，向東南東可前往四湖尾、長嶺、長安並止於省道台1線路口。
鄉道竹7-1線（中山路二段～一段）是新湖口至中番子湖的道路，也是新湖口往南南西方向的道路，大致以北北東—南南西方向經過本地區西部邊界地帶，向北北東可止於新湖口聚落西南側的中山路二段、信全街路口，向南南西可前往波羅汶東部、中番子湖並止於國道1號的湖口交流道北側。
鄉道竹12線（湖中路）是中北勢至南窩尾的道路，其西側端點位於本地區南部中北勢聚落南側的縣道117號路口。由此向東北轉東南可前往四角亭、羊喜窩、南勢並止於鄉道竹11-1線路口。

## 學校
- 湖口高中